# Меткалф, Мэл
Мэл Меткалф (англ. Mel Metcalfe) — американский звукооператор. Он был трижды номинирован на премию «Оскар» в категории «Лучший звук» вместе с Терри Портером, Дэвидом Дж. Хадсоном и Доком Кейном: в 1987 году за фильм «Звёздный путь IV: Дорога домой»; в 1992 и 1993 году — за мультфильмы «Красавица и Чудовище» и «Аладдин» соответственно. Также вместе с Портером, Хадсоном и Кейном был номинирован на премию BAFTA в категории «Лучший звук» за мультфильм «Король Лев». За 5 лет Меткалф номинировался на прайм-таймовую премию «Эмми» 9 раз и выиграл 2.

## Известные работы
- Звёздный путь IV: Дорога домой (1986)[4]
- Русалочка (1989)[5]
- Спасатели в Австралии (1990)[6]
- Красавица и Чудовище (1991)[7]
- Аладдин (1992)[8]
- Дорога домой: Невероятное путешествие (1993)[9]
- Три мушкетёра (1993)[10]
- Король Лев (1994)[11]
- Гость (1995)[12]
- Покахонтас (1995)[13]
- Операция «Дамбо» (1995)[14]
- Мёртвые президенты (1995)[15]
- Горбун из Нотр-Дама (1996)[16]
- Дорога домой II: Затерянные в Сан-Франциско (1996)[17]
- 101 далматинец (1996)[18]
- Городская полиция (1997)[19]
- Геркулес (1997)[20]
- Джордж из джунглей (1997)[21]
- Человек-ракета (1997)[22]
- Мулан (1998)[23]
- Святоша (1998)[24]
- Тарзан (1999)[25]
- Инспектор Гаджет (1999)[26]
- Динозавр (2000)[27]
- Малыш (2000)[28]
- Похождения императора (2000)[29]
- Атлантида: Затерянный мир (2001)[30]
- Лило и Стич (2002)[31]
- Планета сокровищ (2002)[32]
- Братец медвежонок (2003)[33]
- Не бей копытом (2004)[34]